# Brachypodium × cugnacii
Brachypodium × cugnacii, hibridna vrsta trave iz Europe (Danska, Irska, Francuska, Nizozemska, Češka). Hemikriptofit. Formula: B. pinnatum × B. sylvaticum.